# هربرت تار
هربرت تار (بالإنجليزية: Herbert Tarr)‏ (1929، بروكلين في الولايات المتحدة - 18 نوفمبر 1993 في الولايات المتحدة)؛ روائي أمريكي.